# 덴자 N9
덴자 N9(영어: Denza N9, 중국어: 腾势N9, 병음: Téngshì N9)는 중국 제조업체 비야디 자동차의 브랜드인 덴자에서 판매하는 3열 6인승 풀 사이즈 SUV이다.

## 개요

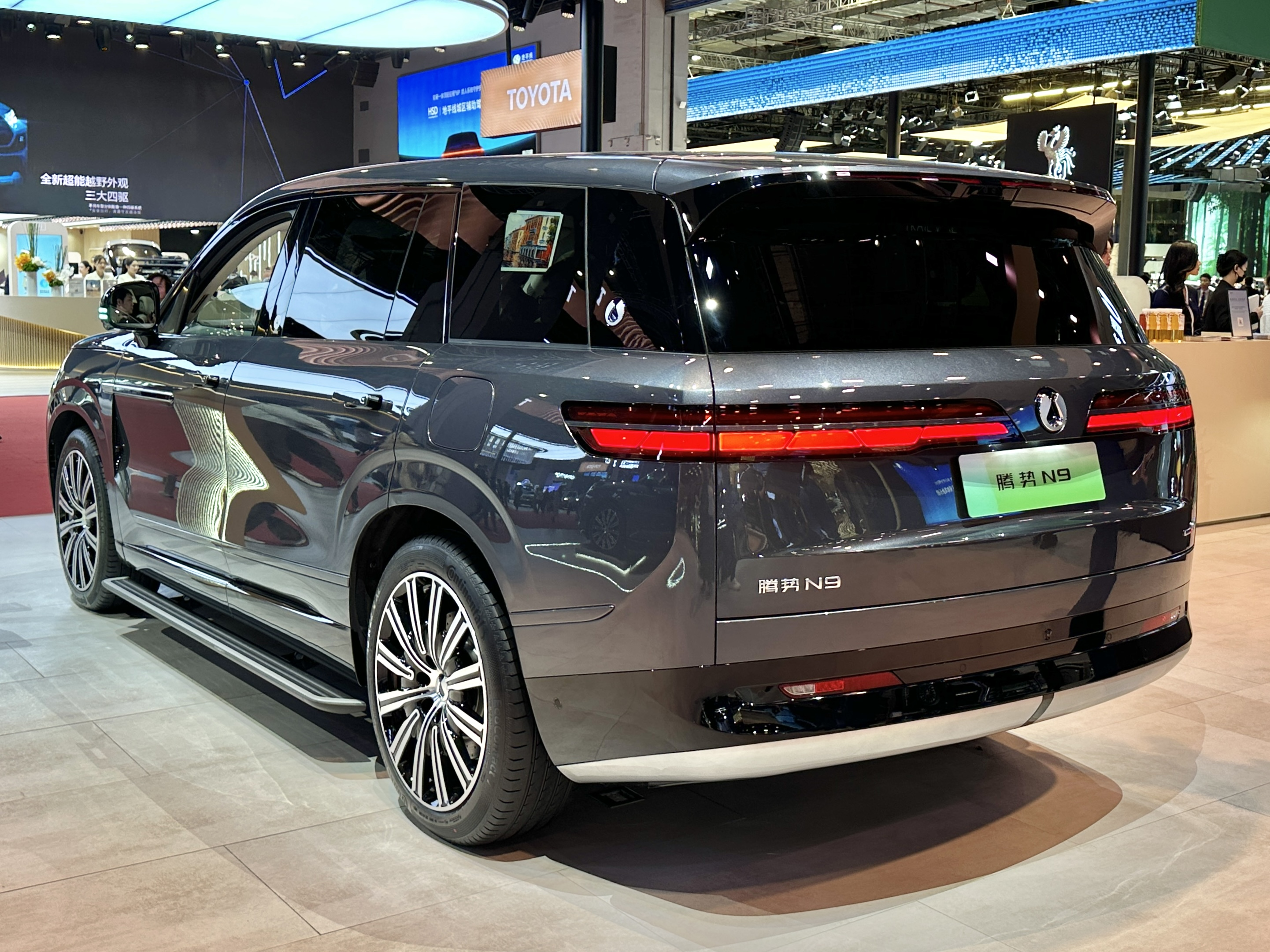
덴자 N9 후면

덴자 N9는 2024년 11월 15일 제22회 광저우 국제 모터쇼에서 데뷔했다. 덴자는 2025년 2월 21일 N9의 사전 예약 판매를 시작했으며, 2025년 3월 21일 출시되었다.
N9의 전장은 5,258mm, 전폭은 2,030mm, 전고는 1,830mm이며, 휠베이스는 3,125mm이다. 각 2개의 시트를 가진 3열 좌석으로 총 6인승이다. DiSus-A 공기 현가장치와 God's Eye B DiPilot 300 운전 보조 시스템을 갖추고 있다.

## 파워트레인

### N9 PHEV
N9 PHEV는 전륜에 200 kW TZ210XYD, 후륜에 각각 240 kW TZ220XYAM 전기 모터를 탑재하여 총 모듈:Convert 282번째 줄에서 Lua 오류: attempt to index local 'cat' (a nil value).의 출력을 낸다. 또한, 최대 모듈:Convert 282번째 줄에서 Lua 오류: attempt to index local 'cat' (a nil value).의 출력을 제공할 수 있는 2.0리터 터보차저 BYD479ZQA 가솔린 엔진이 있다. 배터리 전원은 47 kWh 리튬 인산철 블레이드 배터리 팩에서 공급되며, 165 킬로미터 (103 mi)의 순수 전기 주행 거리와 1,300 킬로미터 (810 mi)의 복합 주행 거리를 제공한다. 최고 속도는 모듈:Convert 282번째 줄에서 Lua 오류: attempt to index local 'cat' (a nil value).이다.

### N9 EV
N9 EV는 3개 모터 구성과 약간 더 강력한 모터를 탑재하여 총 모듈:Convert 282번째 줄에서 Lua 오류: attempt to index local 'cat' (a nil value).의 출력을 낸다.

## 판매
2025년 3월 21일 출시 후 두 달 만인 5월 21일, 덴자는 N9 1만 번째 차량이 생산 라인에서 출고되었다고 발표했으며, 이 중 5,018대는 4월에 판매되었다.